# Costituzione della Confederazione Tedesca del Nord

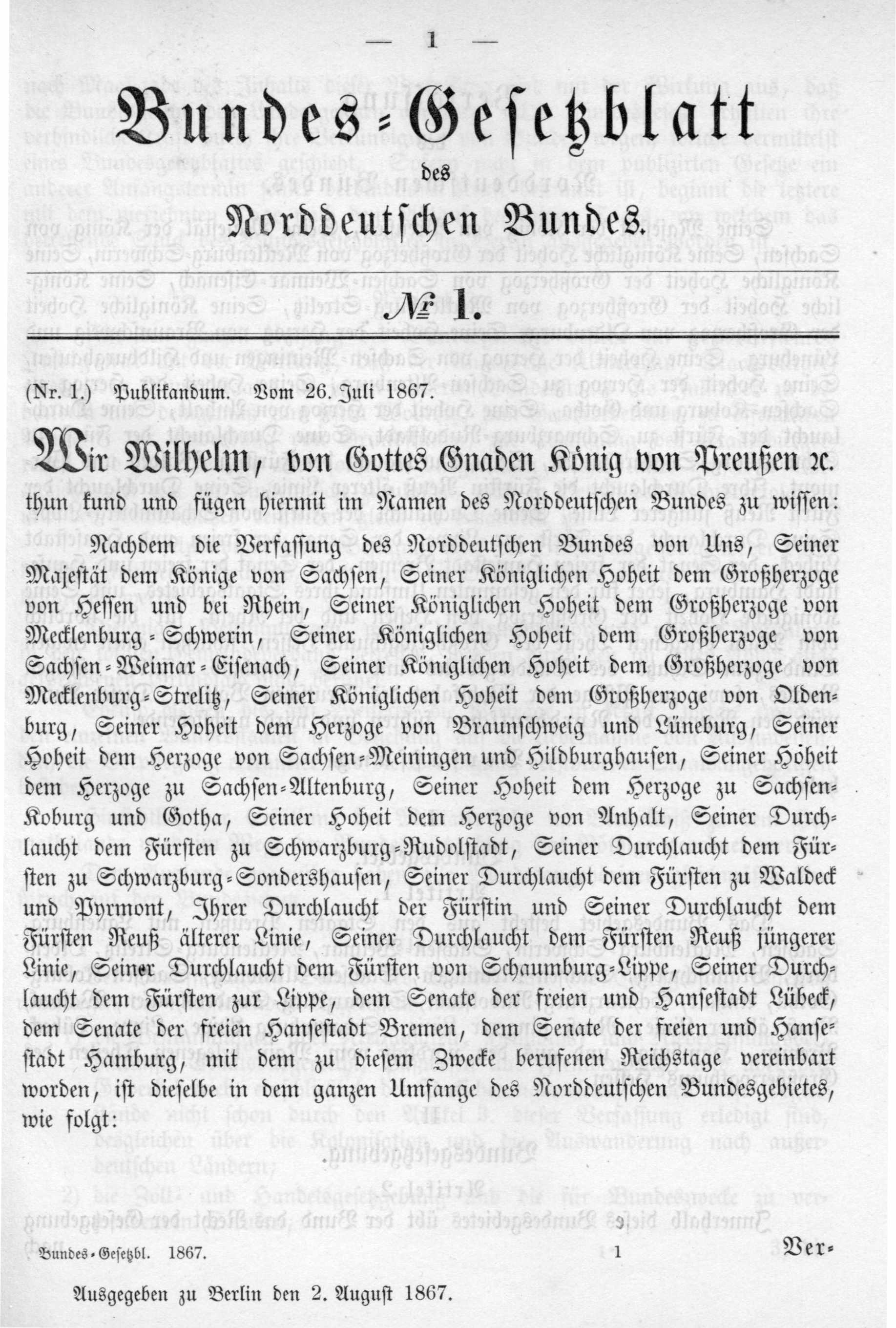
Preambolo della costituzione pubblicata sulla gazzetta ufficiale

La Costituzione della Germania del Nord era l'atto normativo alla base dello Stato omonimo, in vigore dal 1867 al 1871. La Costituzione dell'Impero tedesco era fortemente basata su di essa.
Il primo Reichstag, il parlamento della confederazione, venne eletto il 12 febbraio 1867. Il 16 aprile approvò la Costituzione, che fu essenzialmente scritta solo da Otto von Bismarck, Ministro presidente della Prussia e primo Cancelliere federale (il ministro unico) della Confederazione. I liberali della Germania settentrionale esercitarono la propria influenza al suo interno.
Secondo la Costituzione, il più alto organo della Confederazione era il Bundesrat (Consiglio federale). Esso era la rappresentanza nazionale dei governi degli Stati federati. La Prussia aveva 17 voti su 43, esercitando quindi un veto virtualmente assoluto. Per Costituzione, il re di Prussia (Guglielmo I) era il presidente del Consiglio e della Confederazione. Egli nominava e revocava il Cancelliere.
Il Reichstag (nonostante la Confederazione fosse un Bund e non un Reich) era il parlamento, eletto da tutti i maschi di età superiore ai 25 anni. Ciò era davvero rivoluzionario per l'epoca; Bismarck introdusse questo sistema nella speranza di formare maggioranze conservatrici. Il Reichstag e il Bundesrat esercitavano congiuntamente il potere legislativo, e di conseguenza il democraticamente eletto era un organo importante e potente.
In seguito alla guerra franco-prussiana (1870-1871), gli Stati tedeschi meridionali di Baden, Baviera e Württemberg aderirono alla Confederazione. Essa venne rinominata Deutsches Reich (Impero tedesco) e la  sua costituzione, con lievi cambiamenti, divenne la Costituzione dell'Impero tedesco.